# جواد بطحایی
جواد بطحایی (۷ تیر ۱۳۳۶، مشهد) آهنگساز، نوازنده و مدرس سنتور است

## زندگی
جواد بطحایی در خانواده ای هنردوست متولد شد و موسیقی را از کودکی نزد پدر و برادرانش آموخت. پدرش مهدی بطحایی نوازندهٔ تار و برادرانش نیز با موسیقی آشنا بودند.
وی تئوری و سلفژ را نزد غلامحسین ظهیرالدینی فرا گرفت و در سال ۱۳۵۸ جهت تحصیل موسیقی وارد دانشکده هنرهای زیبا شد و از محضر استادانی چون مجید کیانی، فرامرز پایور و پرویز مشکاتیان بهره برد. او ساز نی را نیز ادامه داده و ردیف‌های آوازی را نزد عبدالنقی افشارنیا به پایان رسانید.
او دو فرزند به نامهای سینا و نیما دارد که هر دو از نوازندگان سنتور می‌باشند.

## فعالیتِ حرفه‌ای
جواد بطحایی از سال ۱۳۷۲ به گروه آوا پیوست و همراهِ محمّدرضا شجریان کنسرت‌هایی در شهرهای مختلف ایران و کشورهای امارت متحده، دانمارک، سوئد، آلمان، هلند، اتریش نروژ و انگلستان اجرا کرد که حاصل آن در آثار رسوای دل، آهنگ وفا و آرام جان ارائه شد. او از سال ۱۳۸۰ گروه نوای دل را تشکیل داد و با همراهی استاد حسن ناهید اجراهای متعددی را در شهرهای کشور با خوانندگانی چون سالار عقیلی، علیرضا قربانی، فاضل جمشیدی و مجتبی عسگری را به روی صحنه برد.
وی سال‌ها در هنرستان موسیقی پسران به تدریس اشتغال داشته و هنر سنتور سازی را نیز تجربه کرده و در ساختن این ساز نیز دستی توانا دارد.

## کتاب‌ها
| نام کتاب                                           | سال انتشار | گردآورنده   | ناشر        |
| -------------------------------------------------- | ---------- | ----------- | ----------- |
| گل افشان ده قطعه برای سنتور                        | ۱۳۷۷       | جواد بطحایی | هنر و فرهنگ |
| به یاد دوست مجموعه قطعات برای سنتور (نوا و همایون) | ۱۳۹۴       | شهاب منا    | نشر خنیاگر  |
| فریاد خزان مجموعه قطعات برای سنتور (شور و افشاری)  | ۱۳۹۴       | شهاب منا    | نشر خنیاگر  |

## آلبوم‌ها
| آثار               | آثار       | آثار    | آثار    | آثار                            | آثار            | آثار |
| نام آلبوم          | سال انتشار | آهنگساز | نوازنده | خواننده                         | ناشر            | توضیحات |
| ------------------ | ---------- | ------- | ------- | ------------------------------- | --------------- | --- |
| رسوای دل           | ۱۳۷۵       |         | آری     | محمد رضا شجریان                 | دل آواز         | این اثر با همراهی گروه آوا و حاصل اجرای زنده در سال ۱۳۷۵ در دُبی است و در دستگاه سه گاه اجرا می‌باشد |
| آهنگ وفا           | ۱۳۷۸       |         | آری     | محمد رضا شجریان و همایون شجریان | دل آواز         | این اثر با همراهی گروه آوا و در دستگاه ماهور اجرا شده‌است. |
| آرام جان           | ۱۳۷۸       |         | آری     | محمد رضا شجریان                 | دل آواز         | این آلبوم با همراهی گروه آوا که در مایهٔ افشاری اجرا شده‌است. این آلبوم حاصل اجرای زنده در وین در پاییز سال ۱۳۷۷ است. |
| صبح و شب           | ۱۳۷۹       | آری     | آری     |                                 | نوای شبدیز      | تکنوازی سنتور همایون و دشتی |
| از فراق تا صبح     | ۱۳۸۳       | آری     | آری     |                                 | نوای شبدیز      | بخش اول این اثر به همراهی تنبک ایرج طباطبایی است و بخش دوم حاصل اجرای زنده ای در سال ۱۳۶۳ به همراهی تنبک داریوش زرگری می‌باشد |
| حدیث سرو و گل لاله | ۱۳۸۷       | آری     | آری     | مجتبی عسگری                     | نوای شبدیز      | این اثر به همراهی حسن ناهید (نی) و کامبیز گنجه ای (تنبک) و ژاله صادقیان (دکلمه) و در آواز بیات ترک منتشر شده‌است |
| یاد بی برگی        | ۱۳۹۱       | آری     | آری     | پوریا اخواص                     | حوزه هنری       | نوازنده ها: اردشیر کامکار (کمانچه)، ارسلان کامکار (عود)، کامبیز گنجه ای (تنبک)، حسین رضایی نیا (دف و دایره)، مجید درخشانی ( تار ) |
| ابدیت              | ۱۳۹۱       | آری     | آری     |                                 | نوای شبدیز      | تکنوازی سنتور در آواز بیات ترک و ابوعطا |
| فریاد خزان         | ۱۳۹۲       | آری     | آری     |                                 | نوای شبدیز      | تکنوازی سنتور در مایه شور و افشاری |
| جستجو              | ۱۳۹۲       | آری     | آری     |                                 | نوای شبدیز      | تکنوازی سنتور در مایه اصفهان و شوشتری |
| شکوه               | ۱۳۹۲       | آری     | آری     |                                 | نوای شبدیز      | تکنوازی سنتور در مایه ابوعطا و همایون |
| راجه               | ۱۳۹۴       | آری     | آری     |                                 | نوای شبدیز      | دونوازی سنتور و طبلا ( درشن آنند ) |
| شب زیبا            | ۱۳۹6       | آری     | آری     | سالار عقیلی                     | مرکز موسیقی رها | نوازندگان: ارسلان کامکار (عود)، شاهو عندلیبی (نی)، نوید دهقان (کمانچه، کمانچه آلتو)، حسین حدت (تار)، امین گلستانی (تارباس)، فرهاد صفری (تمبک و کوزه)، شهریار نظری (دف)، پارامیس رحمانی (قیچک آلتو)، آتنا اشتیاقی (ویولنسل)، نیما بطحائی (سنتور باس) و جواد بطحائی (سنتور)، |